# ساجیرو میاما
ساجیرو میاما (ژاپنی: 佐治郎 宮間؛ زادهٔ ۲۰ ژانویهٔ ۱۹۱۷ - درگذشته نامشخص) بوکسور اهل ژاپن بود.